# ۱۰۰ شخصیت برجسته قرن بیستم در مجله تایم

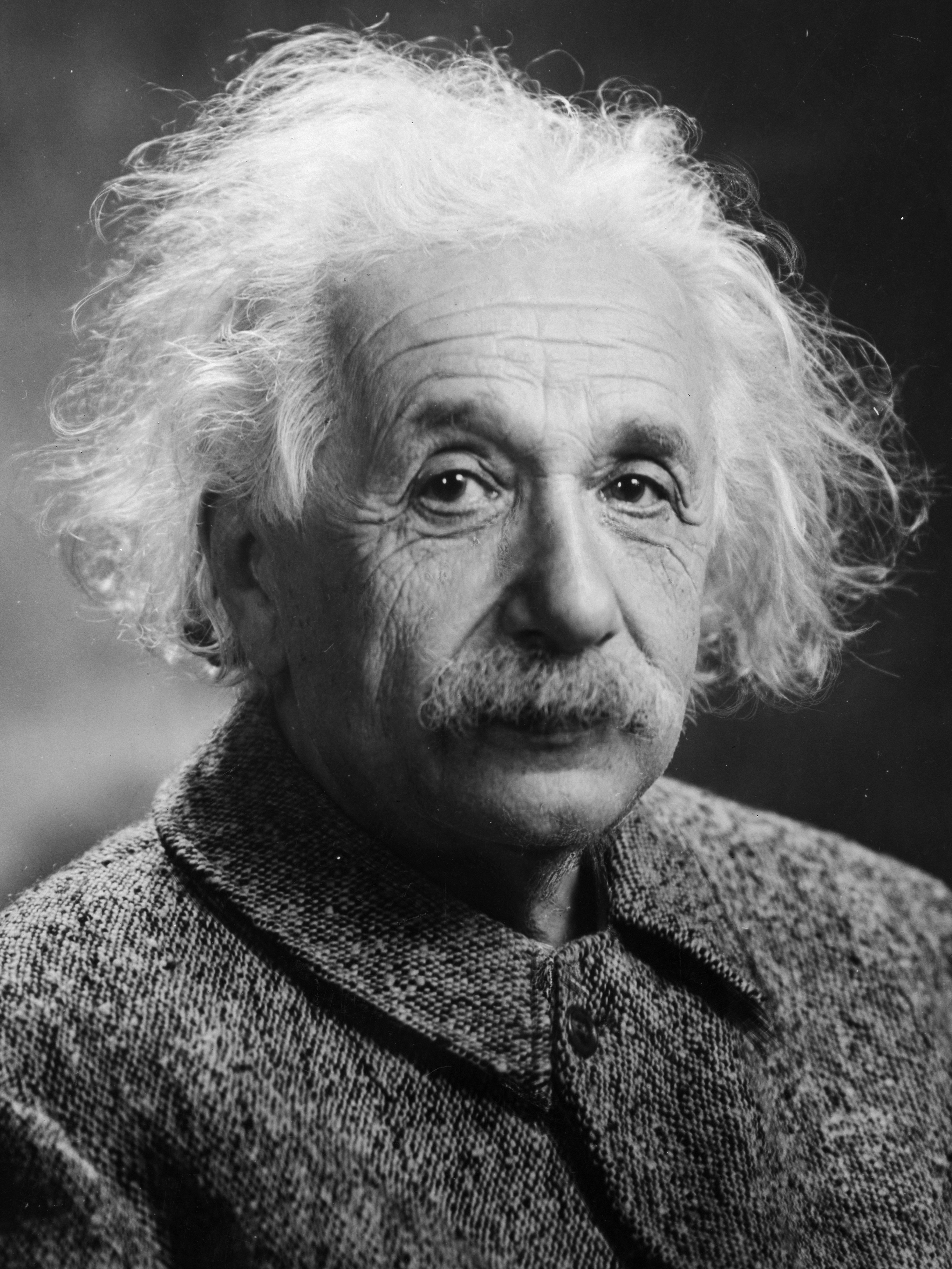
آلبرت اینشتین

۱۰۰ شخصیت برجسته قرن بیستم در مجله تایم (به انگلیسی: Time 100: The Most Important People of the Century)، فهرستی از ۱۰۰ فرد با نفوذ و برجسته قرن بیستم است که در سال ۱۹۹۹ در مجله تایم منتشر شد. 
ایده چنین لیستی از اول فوریه ۱۹۹۸ مطرح شد. سرانجام مجله نخیر با انتشار یک شماره جداگانه در ۳۱ دسامبر ۱۹۹۹، آلبرت انیشتین را به عنوان شخصیت قرن معرفی کرد و رتبه‌های بعدی در این فهرست به مهاتما گاندی  و فرانکلین روزولت اختصاص یافت.